# Base aérea de Amberley

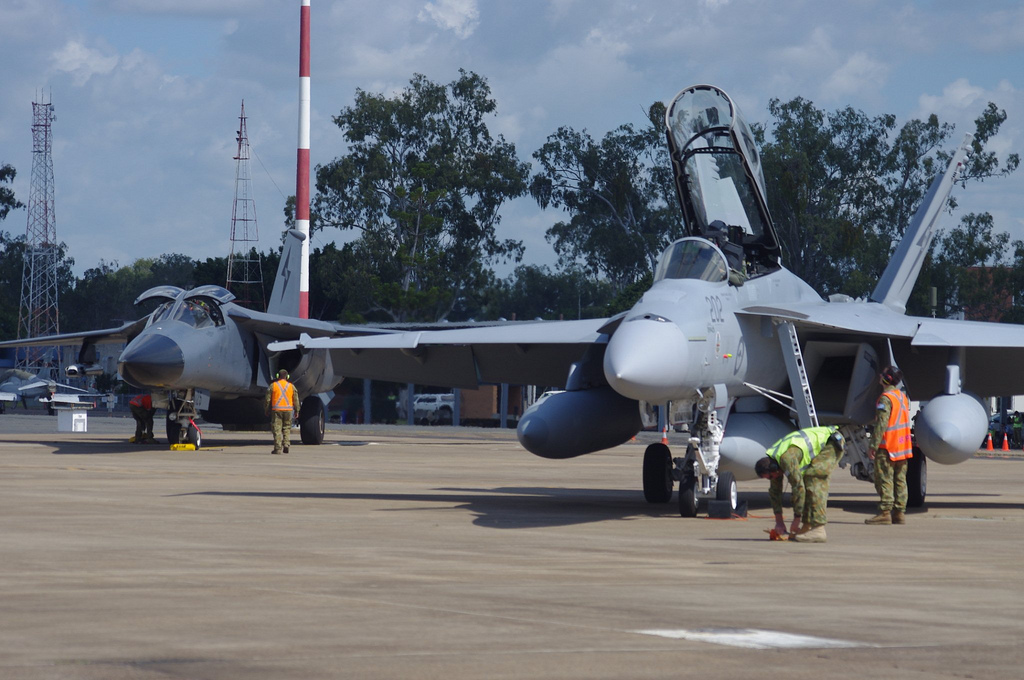
Um caça F-111 e um F/A-18F na base de Amberley.

A Base Aérea de Amberley (ICAO: YAMB) é uma base aérea da Royal Australian Air Force, localizada a 8 quilómetros de Ipswich, Queensland, e 50 km a sudoeste de Brisbane. Actualmente, é a casa do Esquadrão N.º 1 e do Esquadrão N.º 6 (que operam aeronaves F/A-18F Super Hornet), e é usado pelo Esquadrão N.º 33 (operando aeronaves Airbus KC-30A) e pelo Esquadrão N.º 36 (que opera Boeing C-17 Globemaster III). Amberley também é a casa de unidades do exército, que formam o 9th Force Support Battalion (9FSB). 
Esta base aérea é a maior base operacional da força aérea australiana, onde são empregados mais de 5000 pessoas, militares e civis. Existe ainda uma variedade de outras formações militares que fazem uso das instalações, como áreas de manutenção, um pequeno museu, escolas de treino, entre outros. O maior esquadrão de Amberley, em termos de número de pessoal, é o No. 382 Expeditionary Combat Support Squadron RAAF (ECSS), que providencia apoio a tropas que são destacadas para combate. 
Amberley é um de apenas dois locais na Austrália (o outro sendo o Aeroporto Internacional de Darwin) que faziam parte da lista de locais onde o Vaivém Espacial poderia aterrar em caso de emergência. Actualmente, está em curso um programa de re-desenvolvimento e renovação da base, no valor de 64 milhões de dólares. Um dos objectivos é tornar esta base aérea na super-base australiana, capaz de operar simultâneamente aeronaves F/A-18F Super Hornet, F-35 Lightning II, KC-30A e C-17 Globemaster.